# Patrick Ewing
Patrick Aloysius Ewing (ur. 5 sierpnia 1962 w Kingston) – amerykański koszykarz, pochodzenia jamajskiego, występujący na pozycji środkowego, po zakończeniu kariery zawodniczej trener koszykarski.
Ewing urodził się w Kingston na Jamajce, a kiedy miał 12 lat przybył z rodziną do USA. Zamieszkali w Cambridge, gdzie Patrick uczęszczał do publicznej szkoły średniej Cambridge Rindge and Latin. Następnie studiował na Georgetown University w Waszyngtonie.
W 1981 wystąpił w meczu gwiazd amerykańskich szkół średnich - McDonald’s All-American.

## Kariera

### Gwiazda ligi uczelnianej
Grając w Georgetown Hoyas stał się jednym z niewielu graczy, którzy trzykrotnie zostali wybrani do drużyny All-America. (Drużyna All-America jest zespołem złożonym z najlepszych zawodników wybieranych przez członków narodowych mediów. Do drużyny wybierani są zawodnicy grający w college’u, czasami również ze szkół średnich. Jest to wyróżnienie honorowe.) Ewing dostąpił tego zaszczytu w roku 1983, 1984 i 1985. Uznany został za najlepszego gracza turnieju, kiedy w 1984 roku Hoyas zdobyli mistrzostwo ligi uniwersyteckiej (NCAA). W 1985 roku otrzymał wyróżnienia: Naismith Award, Eastman Award, Rupp Trophy oraz został wybrany najlepszym graczem uniwersyteckim w roku 1985. Podczas kariery w college’u zdobył 2184 punkty i zaliczył 1316 zbiórek.

### New York Knicks
W 1985 roku został wybrany przez Knicks z numerem 1. w drafcie NBA. Chociaż kontuzje prześladowały go podczas pierwszego roku w lidze, został wybrany Debiutantem Roku 1986 w NBA. Zdobywał średnio 20 punktów, notował średnio 9 zbiórek i 2 bloki na mecz. Bardzo szybko stał się czołowym środkowym ligi. Ewing jedenaście razy wystąpił w Meczu Gwiazd, raz został wybrany do Pierwszej Drużyny NBA, sześć razy do Drugiej Drużyny, trzy razy do Drugiej Drużyny Obrońców. Był członkiem oryginalnej Drużyny Marzeń (Dream Team) podczas Igrzysk Olimpijskich w Barcelonie w roku 1992, z którą zdobył złoty medal olimpijski (drugi w karierze; pierwszy zdobył w roku 1984 w Los Angeles, a w trakcie turnieju olimpijskiego zablokował 18 rzutów). W 1996 roku został wybrany do Pięćdziesiątki Najwspanialszych Graczy w historii NBA.
Pomimo wszystkich swoich osiągnięć Ewing nigdy nie poprowadził Knicks do mistrzowskiego tytułu, chociaż był kluczowym graczem, gdy Knicks sięgali po mistrzostwo Konferencji Wschodniej w roku 1994. W Finałach NBA Knicks przegrali w końcowych sekundach siódmego meczu z drużyną Houston Rockets, którą prowadził Hakeem Olajuwon. Ponownie Knicks dostali się do Finałów NBA w roku 1999, ale Ewing opuścił drugą część fazy playoff z powodu kontuzji ścięgna udowego.

### Schyłek kariery
W 2000 roku opuścił ostatecznie Knicks, ponieważ został sprzedany do Seattle SuperSonics. W wymianie Knicks oddali Ewinga do Seattle, a Chrisa Dudleya do Phoenix Suns, otrzymując w zamian Glena Rice’a, Luca Longleya, Travisa Knighta oraz dwa prawa wyboru w drugiej rundzie draftu. Zamiana ta uważana była przez wielu za duży błąd w polityce Knicks, którzy zanotowali pogorszenie wyników. Ewing po roku gry w Sonics i kolejnym w Orlando Magic odszedł na emeryturę 18 września 2002 roku.
Ewing uważany jest za jednego z najlepszych graczy w historii New York Knicks jak i całej NBA. 28 lutego 2003 roku koszulka Patricka Ewinga z numerem 33. została zastrzeżona podczas wielkiej uroczystości w hali Madison Square Garden.
W 1183 meczach w przeciągu 17 sezonów w NBA Ewing osiągał średnio na mecz: 21,0 punktów, 9,8 zbiórek oraz 2,4 bloków. Grając w NBA zdobył w sezonach zasadniczych 24815 punktów.
W latach 2013–2017 asystent trenera w Charlotte Bobcats/Hornets.
3 kwietnia 2017 został trenerem drużyny NCAA – Georgetown Hoyas. Zwolniony z tej funkcji 10 marca 2023.

## Osiągnięcia

### NCAA
- Mistrz:
  - NCAA (1984)[6]
  - turnieju konferencji Big East (1982, 1984, 1985)
  - sezonu regularnego Big East (1984)
- dwukrotny wicemistrz NCAA (1982, 1985)[6]
- Uczestnik turnieju NCAA (1982–1985)
- Koszykarz Roku:
  - NCAA:
    - im. Naismitha (1985)[7]
    - według:
      - National Association Of Basketball Coaches (1985)[8]
      - Associated Press (1985)[9]
      - Sporting News (1985)[10]
      - Basketball Times (1985)[11]

    - Adolph Rupp Trophy (1985)[12]

  - Konferencji Big East (1984, 1985)[13]
- Most Outstanding Player (MOP=MVP) turnieju NCAA (1984)[14]
- MVP turnieju Big East (1984, 1985)[15]
- Obrońca roku konferencji Big East (1982–1985)[16]
- Debiutant roku Big East (1982)[17]
- Wybrany do:
  - I składu:
    - All-American (1983–1985)[11]
    - turnieju:
      - Big East (1982, 1984, 1985)
      - NCAA Final Four (1982, 1984, 1985)[18]

  - Akademickiej Galerii Sław Koszykówki (2012)[19]

### NBA
- Wicemistrz NBA (1994, 1999)[20]
- 11-krotnie wybierany do udziału w meczu gwiazd NBA (1986, 1988–1997). Z powodu kontuzji nie wystąpił w 1986 oraz 1997 roku[21].
- Debiutant Roku NBA (1986)[22]
- Zaliczony do:
  - I składu: 
    - NBA (1990)[23]
    - debiutantów NBA (1986)[24]

  - II składu:
    - NBA (1988-1989, 1991-1993, 1997)[23]
    - defensywnego NBA (1988-1989, 1992)[25]

  - grona 50 Najlepszych Zawodników w Historii NBA (NBA’s 50th Anniversary All-Time Team – 1996)[26]
  - składu najlepszych zawodników w historii NBA, wybranego z okazji obchodów 75-lecia istnienia ligi (2021)[27]
  - Koszykarskiej Galerii Sław (Naismith Memorial Basketball Hall Of Fame – 2008)[28]
- Zwycięzca oraz MVP turnieju McDonald’s Open w Barcelonie (1990)[29]
- 5–krotny zawodnik miesiąca NBA (kwiecień 1989, listopad 1989, marzec 1993, styczeń 1994, 1995)[30]
- 12–krotny zawodnik tygodnia NBA (17.11.1985, 28.12.1986, 27.11.1988, 26.02.1989, 3.12.1989, 5.01.1992, 20.12.1992, 24.01.1993, 21.03.1993, 16.01.1994, 22.01.1995, 9.03.1997)[31]
- dwukrotny debiutant miesiąca NBA (listopad 1985, styczeń 1986)[32]
- Lider:
  - play-off w średniej bloków (1988, 1996)[33]
  - wszech czasów klubu Knicks w liczbie punktów (23665)
- Klub New York Knicks zastrzegł należący do niego w numer 33[34]

### Reprezentacja
- Mistrz:
  - olimpijski (1984[35], 1992[36])
  - Ameryki (1992)[37]
- Wybrany do Koszykarskiej Galerii Sław jako członek drużyny olimpijskiej z 1992 roku (Naismith Memorial Basketball Hall Of Fame – 2010)[38]
- Lider igrzysk olimpijskich w blokach (1984)[39]

### Rekordy
Stan na 20 stycznia 2017, na podstawie, o ile nie zaznaczono inaczej.
Klubu Knicks
- najwyższa liczba:
  - punktów:
    - w karierze (23665)
    - w pojedynczym sezonie zasadniczym (2347 – 1989/90)
    - w karierze podczas play-off (2787)
    - podczas jednego sezonu play-off (547 – 1994)

  - zbiórek:
    - w karierze (10759)
    - w karierze podczas play-off (1413)
    - podczas jednego sezonu play-off (293 – 1994)

  - przechwytów w karierze (1061)
  - bloków:
    - w karierze (2758)
    - w pojedynczym sezonie zasadniczym (327 – 1989/90)
    - w karierze podczas play-off (299)
    - podczas jednego sezonu play-off (76 – 1994)

  - sezonów rozegranych w karierze (15)
  - spotkań rozegranych w karierze (1039)
  - sezonów play-off rozegranych w karierze (13)
  - spotkań play-off rozegranych w karierze (135)
- najwyższa średnia:
  - bloków:
    - w karierze (2,65)
    - w pojedynczym sezonie zasadniczym (3,99 – 1989/90)
    - w karierze podczas play-off (2,21)
    - podczas jednego sezonu play-off (3,25 – 1988)

Kariery - (spotkania)
- najwyższa liczba:
  - punktów w jednym meczu – 51 (24 marca 1990 przeciwko Boston)
  - zbiórek w jednym meczu – 22 (19 grudnia 1992 przeciwko Miami)
  - asyst w jednym meczu – 11 (19 kwietnia 1996 przeciwko Charlotte)
  - przechwytów w jednym meczu – 5 (4-krotnie)
  - bloków w jednym meczu – 9 (3-krotnie)